# (37678) McClure
(37678) McClure  es un asteroide perteneciente al cinturón de asteroides, descubierto el 3 de febrero de 1995 por David J. Asher desde el Observatorio de Siding Spring, en Australia.

## Designación y nombre
McClure se designó inicialmente como 1995 CR1.
Más adelante fue nombrado en honor al ingeniero irlandés, especializado en instrumentos ópticos antiguos Edmund McClure (n. 1938).

## Características orbitales
McClure orbita a una distancia media del Sol de 2,3953 ua, pudiendo acercarse hasta 1,6894 ua y alejarse hasta 3,1012 ua. Tiene una excentricidad de 0,2947 y una inclinación orbital de 21,5992° grados. Emplea en completar una órbita alrededor del Sol 1354 días.

## Características físicas
Su magnitud absoluta es 15,6.